# Démographie du Haut-Karabagh
Cet article porte sur les caractéristiques démographiques de la population de la République du Haut-Karabagh, dont la densité de population, l'ethnicité, le niveau d'éducation, la santé de la population, la situation économique, les affiliations religieuses et d'autres aspects de la population.
En 2001, la population du Haut-Karabagh était composée à 95 % d'Arméniens, le total restant étant des Russes, des Assyriens, des Grecs, et des Kurdes. En mars 2007, le gouvernement local a annoncé que sa population avait augmenté à 138 000. Le taux de fécondité annuel a été enregistrée entre 2,2 et 2,3 par an, ce qui induit une augmentation de près de 1 500personnes  en 1999. Jusqu'en 2000, le solde migratoire du pays était négatif. Pour le premier semestre de 2007, 1 010 naissances et 659 décès ont été signalés, avec une émigration nette de 27.
La plupart de la population arménienne est chrétienne et appartient à l'Église apostolique arménienne. Certaines confessions chrétiennes orthodoxes et chrétiennes évangéliques existent également ; les autres religions comprennent le judaïsme.

## Histoire

### XVIIIesiècle
Des chiffres concrets sur la situation démographique du Haut-Karabagh apparaissent depuis le XVIIIe siècle. Archimandrite Minas Tigranian, après avoir terminé sa mission secrète en Arménie perse commandé par le tsar de Russie Pierre le Grand a déclaré dans un rapport daté du 14 mars 1717, que le patriarche du monastère de Gandzasar, dans le Haut-Karabagh, a sous son autorité 900 villages arméniens.
Dans sa lettre de 1769 au comte P. Panine, le roi géorgien Héraclius II, dans sa description du Haut-Karabagh, stipule : « Sept familles dominent la région de Khamse. Sa population est totalement arménienne. »,
Lors de discussion sur le Karabagh et le Chouchi au XVIIIe siècle, le diplomate et historien russe S. M. Bronevski (en russe : С. М. Броневский) a indiqué dans ses « Notes historiques » que le Karabagh, dit-il « situé en Grande Arménie » avait jusqu'à 30-40 000 hommes arméniens armés en 1796.

### XIXesiècle
Une enquête préparée par les autorités impériales russes en 1823, plusieurs années avant la migration arménienne de la Perse vers la province arménienne nouvellement créée en 1828, montre que tous les Arméniens du Karabagh résidaient dans sa partie montagneuse, c'est-à-dire sur le territoire des cinq principautés arméniennes traditionnelles du Haut-Karabakgh, et a constitué une majorité démographique absolue sur ces terres. Plus de 260 pages de l'enquête recensent que le district de Khachen compte douze villages arméniens et aucun village tatar (musulman) ; Jalapert (Jraberd) avait huit villages arméniens et pas de village tatar ; Dizak avait quatorze villages arméniens et un village tatar ; Gulistan avait douze villages arméniens et cinq villages tatars ; et Varanda avait vingt-trois villages arméniens et un village tatar,.

### XXesiècle
Pendant l'époque soviétique, les dirigeants de la RSS d'Azerbaïdjan ont essayé de changer l'équilibre démographique dans l'oblast autonome du Haut-Karabagh en augmentant le nombre de résidents azéris par l'ouverture d'une université avec des départements azéris, russes et arméniens et une usine de chaussures, envoyant des Azerbaïdjanais d'autres raïons de la RSS d'Azerbaïdjan au Haut-Karabagh. Aliyev dans une interview en 2002 a déclaré : « En faisant cela j'ai essayé d'augmenter le nombre d'Azéris et de réduire le nombre d'Arméniens. »,
Lors de la chute de l'Union soviétique en 1989, l'oblast autonome du Haut-Karabagh avait une population de 145 593 Arméniens (76,4 %) et 42 871 Azéris (22,4 %), et plusieurs milliers de Kurdes, Russes, Grecs et Assyriens. La plupart des populations azéries et kurdes ont fui la région au cours de la guerre de 1992 à 1993. La principale langue parlée dans le Haut-Karabagh est l'arménien ; Toutefois, les Arméniens du Karabagh parlent un dialecte d'origine arménienne qui est considérablement différent de celui qui est parlé en Arménie comme il est composé avec des mots de russe, turc et persan.

### Années 2000
En 2001, la population rapportée du Haut-Karabagh était composée à 95 % d'Arméniens, le total restant, comprenant des Assyriens, des Grecs, et des Kurdes. En mars 2007, le gouvernement local a annoncé que sa population avait augmenté à 138 000. Le taux de natalité annuel a été enregistrée entre 2,2 et 2,3 par an, soit une augmentation de près de 1 500 en 1999. Jusqu'en 2000, le solde migratoire du pays était négatif. Pour le premier semestre de 2007, 1 010 naissances et 659 décès ont été signalés, avec une émigration nette de 27.
En 2011, des fonctionnaires du YAP ont soumis une lettre à l'OSCE qui comprenait la déclaration suivante, « Le rapport de la mission d'enquête de l'OSCE publié l'an dernier a également constaté qu'environ 15 000 Arméniens se sont installés illégalement sur les territoires occupés de l'Azerbaïdjan. » Toutefois, le rapport de l'OSCE, publié en mars 2011, estime que la population des territoires contrôlés par les Arméniens ethniques « adjacents à la région azerbaïdjanaise séparatiste du Haut-Karabagh » sont 14 000, et stipule que « il n'y a pas eu de croissance significative de la population depuis 2005 ».
La plupart de la population arménienne est chrétienne et appartient à l'Église apostolique arménienne. Certaines confessions chrétiennes orthodoxes et chrétiennes évangéliques existent également ; les autres religions comprennent le judaïsme.
Avec la crise provoquée par la guerre civile syrienne, plusieurs centaines de citoyens syro-arménien sont passés de la Syrie au Haut-Karabagh. Beaucoup de ces réfugiés ont reçu l'assistance du gouvernement sous la forme de terre, logement, aide supplémentaire à l'éducation, et d'autres bases qui leur permettront d'être assimilés et de commencer leur nouvelle vie rapidement. Alors que la guerre civile continue, beaucoup plus de familles sont censées faire la transition vers le Haut-Karabagh.

## Population
| Année | Population | Urbain | Rural | Immigration nette |
| ----- | ---------- | ------ | ----- | ----------------- |
| 2000  | 134,4      | 68,4   | 66,0  | 16,1              |
| 2001  | 135,7      | 68,7   | 67,0  | 11,5              |
| 2002  | 136,6      | 69,3   | 67,3  | 4,9               |
| 2003  | 137,0      | 69,1   | 67,9  | 1,3               |
| 2004  | 137,2      | 69,8   | 67,4  | -2,6              |
| 2005  | 137,7      | 70,5   | 67,2  | 1,7               |
| 2006  | 137,7      | 70,8   | 66,9  | -3,2              |

| Groupe d'âge | Total | Urbain | Rural | % Population | % Population urbaine | % Population rurale |
| ------------ | ----- | ------ | ----- | ------------ | -------------------- | ------------------- |
| 0-6          | 15,7  | 7,5    | 8,2   | 11,4         | 10,6                 | 12,3                |
| 7-17         | 25,2  | 12,8   | 12,4  | 18,3         | 18,1                 | 18,5                |
| 18-59        | 75,8  | 41,9   | 33,9  | 55,0         | 59,2                 | 50,7                |
| 60+          | 21,0  | 8,6    | 12,4  | 15,3         | 12,1                 | 18,5                |

| Population  | 2000  | 2001  | 2002  | 2003  | 2004  | 2005  | 2006  |
| ----------- | ----- | ----- | ----- | ----- | ----- | ----- | ----- |
| Total       | 134,4 | 135,7 | 136,6 | 137,0 | 137,2 | 137,7 | 137,7 |
| Stepanakert | 49,5  | 49,5  | 49,7  | 49,8  | 49,9  | 50,0  | 50,4  |
| Askeran     | 16,0  | 16,6  | 16,6  | 16,8  | 16,9  | 17,0  | 17,0  |
| Hadrout     | 11,4  | 11,4  | 11,8  | 11,9  | 11,9  | 12,0  | 12,4  |
| Martakert   | 18,9  | 18,7  | 18,8  | 18,8  | 18,8  | 18,9  | 18,9  |
| Martouni    | 22,8  | 22,9  | 23,0  | 23,0  | 23,0  | 23,2  | 23,1  |
| Chahoumian  | 2,0   | 2,5   | 2,5   | 2,5   | 2,5   | 2,5   | 2,8   |
| Chouchi     | 4,0   | 4,1   | 4,2   | 4,3   | 4,4   | 4,4   | 4,5   |
| Kashatagh   | 9,8   | 10,0  | 10,0  | 9,9   | 9,8   | 9,7   | 8,6   |

| Population  | 2000 | 2001 | 2002 | 2003 | 2004 | 2005 | 2006 |
| ----------- | ---- | ---- | ---- | ---- | ---- | ---- | ---- |
| Total       | 68,4 | 68,7 | 69,3 | 69,1 | 69,8 | 70,5 | 70,8 |
| Stepanakert | 49,5 | 49,5 | 49,7 | 49,8 | 49,9 | 50,0 | 50,4 |
| Askeran     | 2,3  | 2,1  | 2,0  | 1,9  | 2,0  | 2,0  | 2,1  |
| Hadrout     | 2,5  | 2,5  | 2,8  | 2,8  | 2,7  | 2,8  | 3,0  |
| Martakert   | 3,8  | 3,8  | 3,8  | 3,8  | 4,0  | 4,2  | 3,8  |
| Martouni    | 4,3  | 4,5  | 4,7  | 4,5  | 4,8  | 4,9  | 4,9  |
| Chahoumian  | 0,4  | 0,5  | 0,6  | 0,5  | 0,5  | 0,4  | 0,5  |
| Chouchi     | 2,7  | 2,9  | 3,0  | 3,1  | 3,1  | 3,3  | 3,3  |
| Kashatagh   | 2,9  | 2,9  | 2,7  | 2,7  | 2,8  | 2,9  | 2,7  |

| Population  | 2000 | 2001 | 2002 | 2003 | 2004 | 2005 | 2006 |
| ----------- | ---- | ---- | ---- | ---- | ---- | ---- | ---- |
| Total       | 66,0 | 67,0 | 67,3 | 67,9 | 67,4 | 67,2 | 66,9 |
| Stepanakert | 0,0  | 0,0  | 0,0  | 0,0  | 0,0  | 0,0  | 0,0  |
| Askeran     | 13,7 | 14,5 | 14,6 | 14,9 | 14,9 | 15,0 | 14,9 |
| Hadrout     | 8,9  | 8,9  | 9,0  | 9,1  | 9,2  | 9,2  | 9,4  |
| Martakert   | 15,1 | 14,9 | 15,0 | 15,0 | 14,8 | 14,7 | 15,1 |
| Martouni    | 18,5 | 18,4 | 18,3 | 18,5 | 18,2 | 18,3 | 18,2 |
| Chahoumian  | 1,6  | 2,0  | 1,9  | 2,0  | 2,0  | 2,1  | 2,2  |
| Chouchi     | 1,3  | 1,2  | 1,2  | 1,2  | 1,3  | 1,1  | 1,2  |
| Kashatagh   | 6,9  | 7,1  | 7,3  | 7,2  | 7,0  | 6,8  | 5,9  |

## Statistiques démographiques
|      | Population moyenne (x1000) | Naissances | Décès | Solde naturel | Taux brut de natalité (par 1000) | Taux brut de mortalité (par 1000) | Solde naturel (par 1000) | Taux de mortalité infantile (par 1000 naissances) | Espérance de vie masculine | Espérance de vie féminine |
| ---- | -------------------------- | ---------- | ----- | ------------- | -------------------------------- | --------------------------------- | ------------------------ | ------------------------------------------------- | -------------------------- | ------------------------- |
| 1995 | 125                        | 1 799      | 1 197 | 602           | 14,4                             | 9,6                               | 4,8                      |                                                   |                            |                           |
| 1996 | 123                        | 1 964      | 1 323 | 641           | 15,9                             | 10,7                              | 5,2                      |                                                   |                            |                           |
| 1997 | 126                        | 1 887      | 1 205 | 682           | 14,9                             | 9,5                               | 5,4                      |                                                   |                            |                           |
| 1998 | 130                        | 1 897      | 1 207 | 690           | 14,6                             | 9,3                               | 5,3                      |                                                   |                            |                           |
| 1999 | 132                        | 1 645      | 1 104 | 541           | 12,5                             | 8,4                               | 4,1                      |                                                   |                            |                           |
| 2000 | 134                        | 2 222      | 1 185 | 1 037         | 16,6                             | 8,9                               | 7,7                      |                                                   |                            |                           |
| 2001 | 135                        | 2 306      | 1 075 | 1 231         | 17,1                             | 8,0                               | 9,1                      |                                                   |                            |                           |
| 2002 | 136                        | 2 190      | 1 242 | 948           | 16,1                             | 9,1                               | 7,0                      |                                                   |                            |                           |
| 2003 | 137                        | 2 058      | 1 232 | 826           | 15,0                             | 9,0                               | 6,0                      |                                                   |                            |                           |
| 2004 | 137                        | 2 095      | 1 306 | 789           | 15,3                             | 9,5                               | 5,8                      |                                                   |                            |                           |
| 2005 | 137                        | 2 004      | 1 260 | 744           | 14,6                             | 9,2                               | 5,4                      |                                                   |                            |                           |
| 2006 | 138                        | 2 102      | 1 235 | 867           | 15,3                             | 9,0                               | 6,3                      |                                                   |                            |                           |
| 2007 | 138                        | 2 145      | 1 227 | 918           | 15,5                             | 8,9                               | 6,6                      |                                                   |                            |                           |
| 2008 | 139                        | 2 418      | 1 317 | 1 101         | 17,4                             | 9,5                               | 7,9                      | 13,6                                              | 70,0                       | 76,3                      |
| 2009 | 141                        | 2 821      | 1 266 | 1 555         | 20,0                             | 9,0                               | 11,0                     | 10,6                                              | 70,3                       | 76,9                      |
| 2010 | 143                        | 2 694      | 1 341 | 1 353         | 18,8                             | 9,3                               | 9,5                      | 12,6                                              | 71,2                       | 76,5                      |
| 2011 | 144                        | 2 586      | 1 297 | 1 289         | 17,9                             | 9,0                               | 8,9                      | 12,0                                              | 70,8                       | 75,9                      |
| 2012 | 146                        | 2 500      | 1 232 | 1 268         | 17,1                             | 8,4                               | 8,7                      | 7,6                                               | 71,8                       | 77,4                      |
| 2013 | 147                        | 2 371      | 1 344 | 1 027         |                                  |                                   |                          |                                                   |                            |                           |
| 2014 | 148                        | 2 428      | 1 309 | 1 119         |                                  |                                   |                          |                                                   |                            |                           |
| 2015 | 146                        | 2 582      | 1 290 | 1 292         |                                  |                                   |                          |                                                   |                            |                           |
| 2016 | 145                        | 2 471      | 1 222 | 1 249         |                                  |                                   |                          |                                                   |                            |                           |
| 2017 | 146                        | 2 336      | 1 238 | 1 098         |                                  |                                   |                          |                                                   |                            |                           |
| 2018 | 147                        | 2 328      | 1 185 | 1 143         |                                  |                                   |                          |                                                   |                            |                           |
| 2019 | 148                        | 2 119      | 1 155 | 964           |                                  |                                   |                          |                                                   |                            |                           |

| Année | Naissance | Décès | Solde naturel | Taux de natalité | Taux de mortalité | Taux du solde naturel |
| ----- | --------- | ----- | ------------- | ---------------- | ----------------- | --------------------- |
| 2000  | 1 158     | 566   | 592           | 16,9             | 8,3               | 8,7                   |
| 2001  | 1 162     | 519   | 643           | 16,9             | 7,6               | 9,4                   |
| 2002  | 1 120     | 539   | 581           | 16,2             | 7,8               | 8,4                   |
| 2003  | 1 106     | 579   | 527           | 16,0             | 8,4               | 7,6                   |
| 2004  | 1 235     | 662   | 573           | 17,7             | 9,5               | 8,2                   |
| 2005  | 1 132     | 640   | 492           | 16,1             | 9,1               | 7,0                   |
| 2006  | 1 202     | 605   | 597           | 17,0             | 8,6               | 8,4                   |

| Année | Naissances | Décès | Solde naturel | Taux de natalité | Taux de mortalité | Taux du solde naturel |
| ----- | ---------- | ----- | ------------- | ---------------- | ----------------- | --------------------- |
| 2000  | 1 064      | 619   | 445           | 16,1             | 9,4               | 6,7                   |
| 2001  | 1 144      | 556   | 588           | 17,1             | 8,3               | 8,8                   |
| 2002  | 1 070      | 703   | 367           | 15,9             | 10,4              | 5,5                   |
| 2003  | 952        | 653   | 299           | 14,0             | 9,6               | 4,4                   |
| 2004  | 860        | 644   | 216           | 12,8             | 9,6               | 3,2                   |
| 2005  | 872        | 620   | 252           | 13,0             | 9,2               | 3,8                   |
| 2006  | 900        | 630   | 270           | 13,5             | 9,4               | 4,0                   |

## Groupes ethniques[22],[23]
La population de la République Haut-Karabagh est maintenant presque exclusivement arménienne. Presque tous les Azerbaïdjanais (41 000 sur le territoire de l'oblast autonome du Haut-Karabagh en 1989) ont quitté la région. La majorité des Russes et des Ukrainiens sont aussi partis.

À la suite de la guerre du Haut-Karabagh, les 40 600 Azerbaïdjanais de l'oblast et de ces alentours ont fui de l'autre côté de la frontière et on compte au total environ 580 000 réfugiés et déplacés. Côté arménien, ce sont environ 350 000 personnes qui ont fui l'Azerbaïdjan, la plupart entre 1988 et 1990, lors des pogroms anti-arméniens de Bakou et de Soumgaït.
| Groupe ethnique                                                                                            | Recensement de 1926 | Recensement de 1926 | Recensement de 1939 | Recensement de 1939 | Recensement de 1959 | Recensement de 1959 | Recensement de 1970 | Recensement de 1970 | Recensement de 1979 | Recensement de 1979 | Recensement de 1989 | Recensement de 1989 | Recensement de 20051 | Recensement de 20051 |
| Groupe ethnique                                                                                            | Nombre              | %                   | Nombre              | %                   | Nombre              | %                   | Nombre              | %                   | Nombre              | %                   | Nombre              | %                   | Nombre               | %                    |
| --- | ------------------- | ------------------- | ------------------- | ------------------- | ------------------- | ------------------- | ------------------- | ------------------- | ------------------- | ------------------- | ------------------- | ------------------- | -------------------- | -------------------- |
| Arméniens                                                                                                  | 111 694             | 89,1                | 132 000             | 88,0                | 110 053             | 84,4                | 121 068             | 80,5                | 123 076             | 75,9                | 145 450             | 76,9                | 137 380              | 99,7                 |
| Azerbaïdjanais                                                                                             | 12 592              | 10,0                | 14 053              | 9,3                 | 17 995              | 13,8                | 27 179              | 18,1                | 37 264              | 23,0                | 40 688              | 21,5                | 6                    | 0,0                  |
| Russes | 596                 | 0,5                 | 3 174               | 2,1                 | 1 790               | 1,4                 | 1 310               | 0,9                 | 1 265               | 0,8                 | 1 922               | 1,0                 | 171                  | 0,1                  |
| Ukrainiens                                                                                                 |                     |                     | 436                 | 0,3                 |                     |                     | 193                 | 0,1                 | 140                 | 0,1                 | 416                 | 0,2                 | 21                   | 0,0                  |
| Autres | 416                 | 0,3                 | 374                 | 0,2                 | 568                 | 0,4                 | 563                 | 0,4                 | 436                 | 0,3                 | 609                 | 0,3                 | 159                  | 0,1                  |
| Total | 125 300             | 125 300             | 150 837             | 150 837             | 130 406             | 130 406             | 150 313             | 150 313             | 162 181             | 162 181             | 189 085             | 189 085             | 137 737              | 137 737              |
| 1Le territoire de l'oblast autonome du Haut-Karabagh et de la République du Haut-Karabagh sont différents. |                     |                     |                     |                     |                     |                     |                     |                     |                     |                     |                     |                     |                      |                      |